# Lembus
El lembus (grec antic: λέμβος) era el nom d'una petita barca usada per a portar persones des d'un vaixell fins a la costa. També es donava aquest nom a embarcacions més grans però igualment molt lleugeres que eren enviades al davant de la flota per obtenir informació dels moviments de la flota de l'enemic, diu Polibi. Plini el Vell atribueix el seu invent als habitants de Cirene (Cyrene).
Els pirates il·liris utilitzaven aquest tipus de barca.